# Mercedes-Benz Zetros

Mercedes-Benz Zetros este un camion off-road pentru operațiuni extreme. Zetros este fabricat în uzina din Wörth,Germania.

## Variante
Este disponibil în două variante:
- Zetros 1833 (4x4) cu ampatament de 4800 mm[2]
- Zetros 2733 (6x6) cu ampatament de 4750 mm + 1450 mm

## Interior
Panoul de instrumente a fost împrumutat de la modelul Mercedes Axor, dar a primit câteva modificări pentru a face față cu necesitățile Zetros. Toate instrumentele și switch-urile sunt bine organizate și au un aspect practic. Panoul de instrumente este dotat cu un contor de vitezometru și turometru, indicator de combustibil / presiune de aer și un ecran central de util. În partea dreaptă a volanului găsim ajustările oglinzii, comenzile pentru sistemul de aer condiționat, comutatoare rotative pentru diferențiale blocabile și pentru angajarea de viteze off-road.

## Motorul și Transimisia
Camionul respectă normele de poluare Euro 5 (este disponibil norma de poluare Euro 5). Motorul este 7.2 cu șase cilindri în linie care dezvoltă 326 de CP cu un cuplu maxim de 1300 Nm realizat între 1200 și 1600 rpm. Motorul poate fi cuplat la două tipuri de transmisii. Unitatea standard este manuală hidraulic-pneumatică în 9 trepte și opțional se poate opta pentru o cutie automată Allison în 6 trepte.

## Conducere și suspensii
Suspensile au fost special reglat pentru sunt special reglate pentru deviație lungă și o călătorie surprinzător de bună pentru condițiile grele de pe drum. suspensiile pot fi setate pentru a face față cu care se pot traversa vaduri cu adâncimi cuprinse între 0,8 - 1,2 metri. Șasiul este de tip scară care este rezistent la îndoire și torsiune moale oferind o flexibilitate foarte bună și abilități de manipulare performante.